# جزيرة أداك
جزيرة أداك (بالإنجليزية: Adak Island)‏ جزيرة قرب امتداد مجموعة جزر أندريانوف ضمن الجزر الأليوتية في غرب ولاية ألاسكا في الولايات المتحدة الأمريكية.
تقع بها مدينة أداك وهي أقصى مدينة في غرب ألاسكا. مساحة الجزيرة 711 كم مربع وهي في الترتيب 25 ضمن أكبر جزر الولايات المتحدة الأمريكية.